# Автомобільна промисловість Іспанії

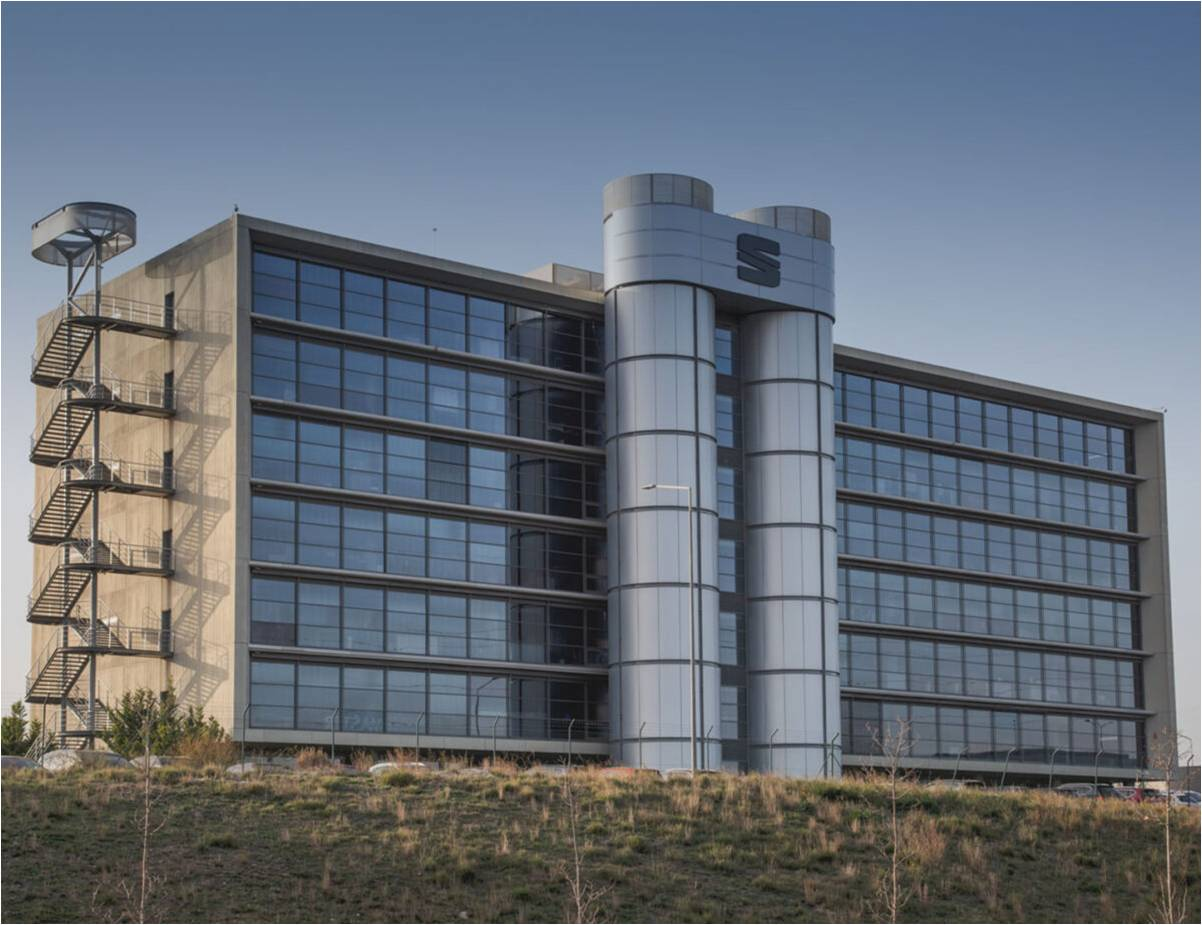
Штаб-квартира SEAT SA в Мартурелі

Автомобільна промисловість Іспанії — галузь економіки Іспанії.
У 2015 році в Іспанії вироблено 2,7 млн автомобілів, що зробило її восьмим за величиною країною-виробником автомобілів в світі і другим за величиною виробником автомобілів в Європі після Німеччини. За прогнозом станом на 2016 рік було вироблено 2,8 мільйона автомобілів, з яких приблизно 80% припадало на експорт. Протягом першої половини 2016 року, з експортом на суму понад 24,000 мільйонів євро за той же період, автомобільна промисловість склала 18,9 % від загального обсягу іспанського експорту.
У 2016 році автомобільна промисловість створювала 8,7 відсотка валового внутрішнього продукту Іспанії, в ній було зайнято приблизно 9 відсотків працівників обробної промисловості.
Загалом, є 13 заводів, розташованих в Іспанії, які підтримуються процвітаючою промисловістю місцевих автокомпонентів, зокрема швидко зростаючими іспанськими транснаціональними корпораціями, такими як Gestamp Automocion або Grupo Antolin. Щороку в Іспанії виробляється понад два мільйони автомобільних двигунів. Основними автовиробниками є Daimler AG (завод в Віторії), Ford (завод розташований в Алмусафесі є найбільшим заводом Ford в Європі), Opel (Фігеруелас), IVECO (Вальядолід), Nissan (Барселона), PSA Peugeot Citroën (Віго), Renault (із заводами в Паленсії та Вальядоліді , а також заводом трансмісій у Севільї), SEAT (Мартурель), Volkswagen (Памплона).

## Історичний розвиток

### 1900—1990-ті роки

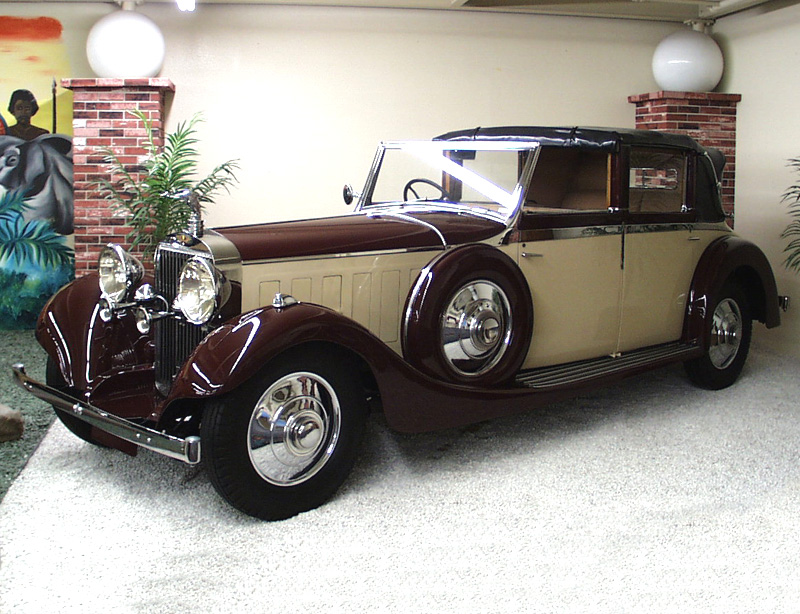
Hispano-Suiza J12 (1934)

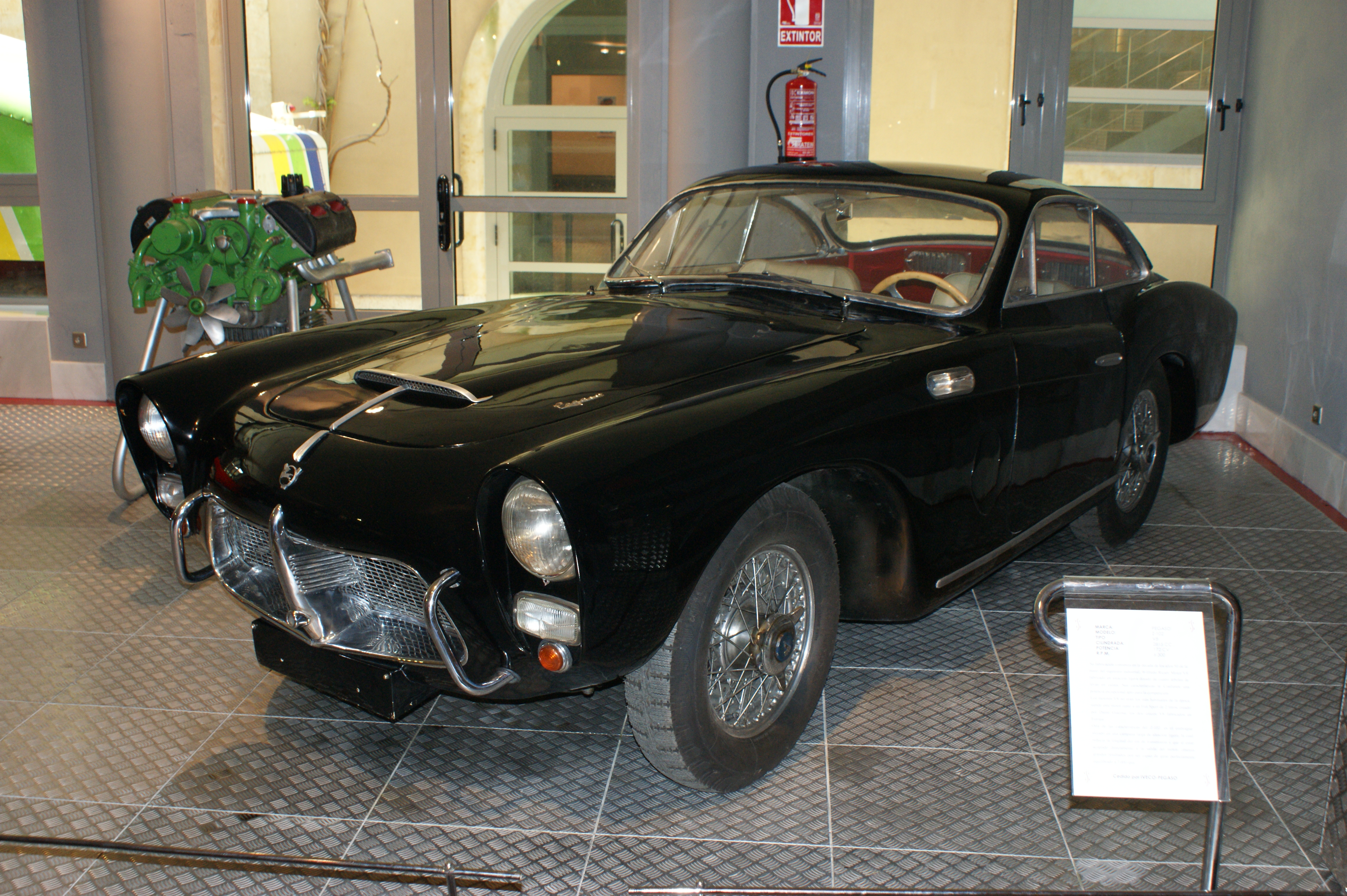
Pegaso Z-102 (1951–1958)

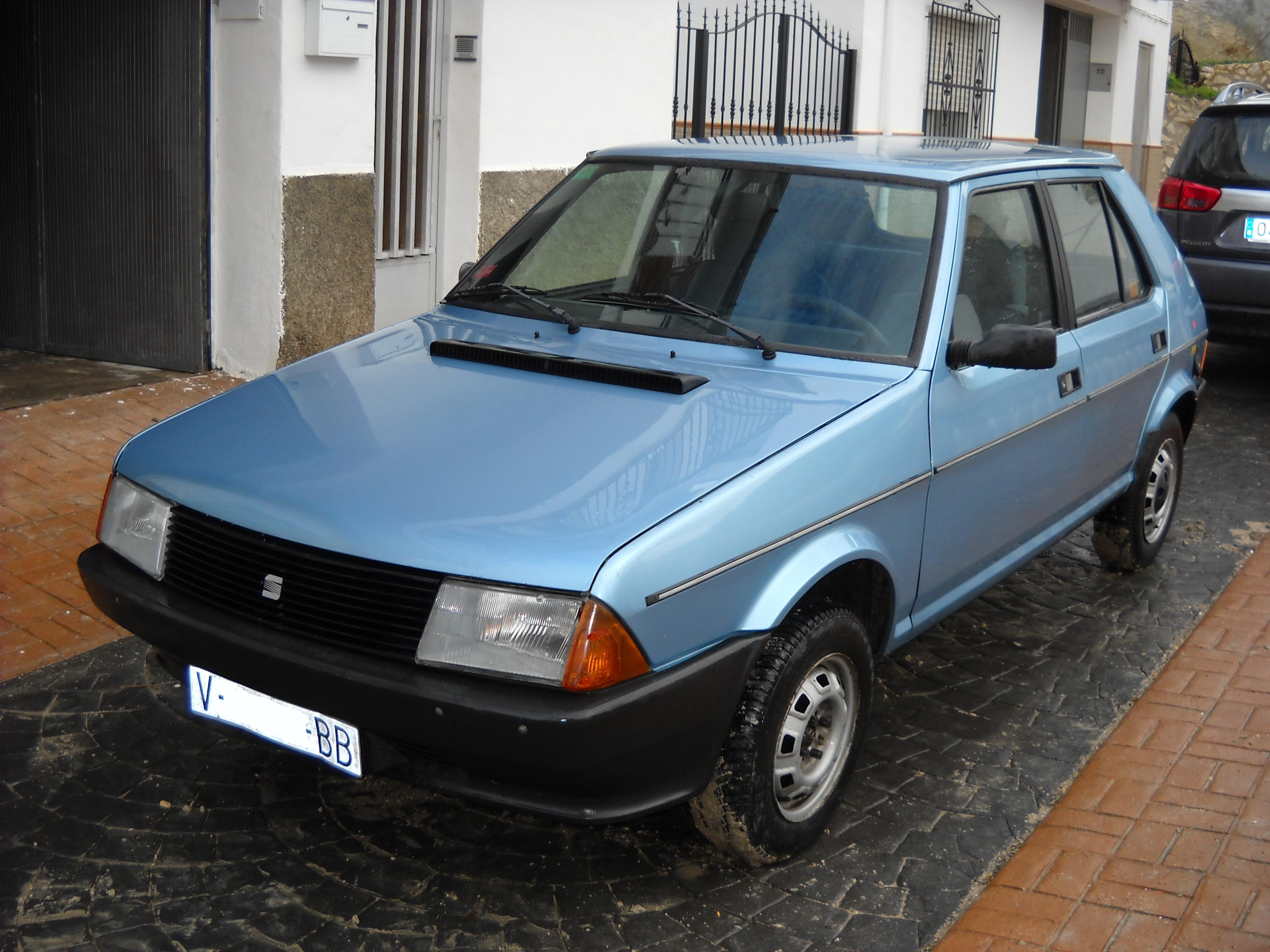
SEAT Ronda (1982–1986)

До першої половини 20-го століття, економіка Іспанії була відносно слабко розвиненою порівняно з іншими країнами Західної Європи.
Ранні іспанські виробники включали такий бренд світового класу як Hispano-Suiza, спочатку заснований як La Cuadra в 1898 році, а також невеликі компанії, такі як Elizalde або Ricart. Франсіско Абадан (Francisco Abadal), який працював в Hispano-Suiza, випустив дві розкішні моделі між 1912 і 1923 роками.
Іноземці почали створювати місцеві дочірні компанії в 1920-х роках. Ford Motor Ibérica відкрив комерційні та офісні приміщення у місті Кадіс в 1920 році, а General Motors Peninsular у місті Малага в 1927 році. До 1936 року промисловість досягла значного обсягу та показувала постійний ріст та модернізацію.
Громадянська війна в Іспанії (1936—1939 рр.) перервала цей розвиток, а після десяти років існування в економічній ізоляції було вже дуже важко знову його відновити. У середині 1940-х років під керівництвом Enasa (державного конгломерату, побудованого навколо залишків Hispano-Suiza, з такими брендами, як Pegaso та Sava), почали з'являтися деякі місцеві компанії.
Ситуація почала змінюватися в 1960-ті роки, коли була розпочата промислова політика із заходами, які сприяли іспанському економічному диву 1959—1973 років. Компанія Barreiros Diesel SA була заснована в 1954 році і спочатку випускала дизельні двигуни. У 1963 році було укладено ліцензійну угоду між Barreiros і Chrysler про виробництво Dodge Dart в Іспанії. Автомобільна компанія Authi, яка була утворена в 1965 році, була результатом угоди про співпрацю між Nueva Montana Quijano та British Motor Corporation. Наприкінці 1970-х в Іспанії було вироблено понад 1 мільйон транспортних засобів і вона стала 5-м у Європі та 9-м у світі автовиробником.
У період з 1958 по 1972 роки сектор автомобільної промисловості зріс на 21,7 %; якщо в 1946 році в Іспанії було 72,000 приватних машин, то в 1966 році їх було вже 1 млн. Цей темп зростання не мав рівних у світі. Іконою того часу був автомобіль SEAT 600, вироблений іспанською компанією SEAT (Sociedad Española de Automóviles de Turismo, Іспанське Товариство Туристичних Автомобілів). Понад 794 тисяч з них були вироблені між 1957 та 1973 роками, і якщо на початку цього періоду це була перша машина для багатьох іспанських сімей з робочих класів, то в кінцевому підсумку вона була першою-другою для багатьох інших.
Пізніше, в 1980-х роках іспанський автомобільний флагман, SEAT, був проданий Volkswagen Group, але на той час виробничий кластер вже був об'єднаний, а інші міжнародні виробники вже випускали автомобілі в Іспанії.

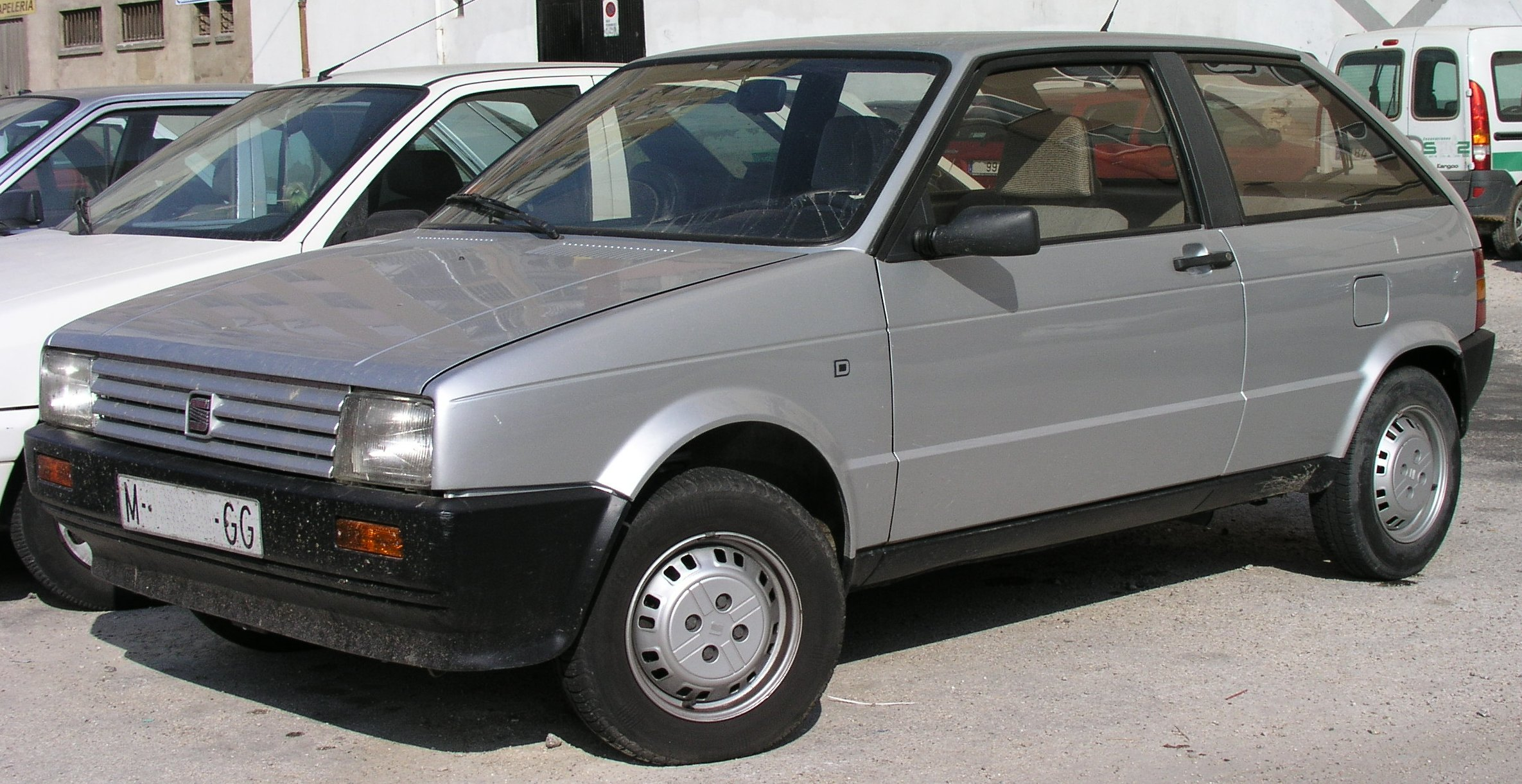
SEAT Ibiza І (1984–1993)
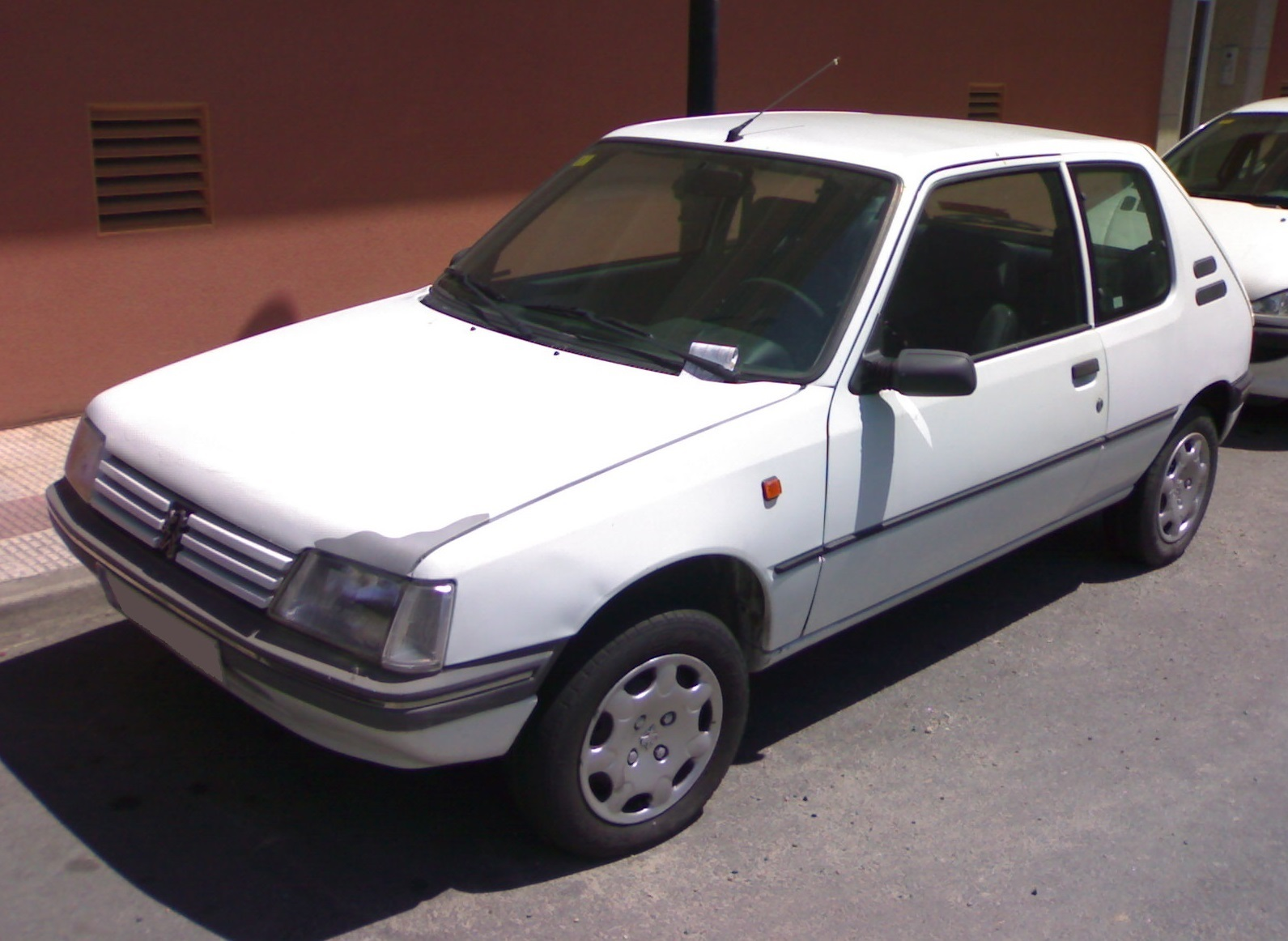
Peugeot 205 (1983–1998)
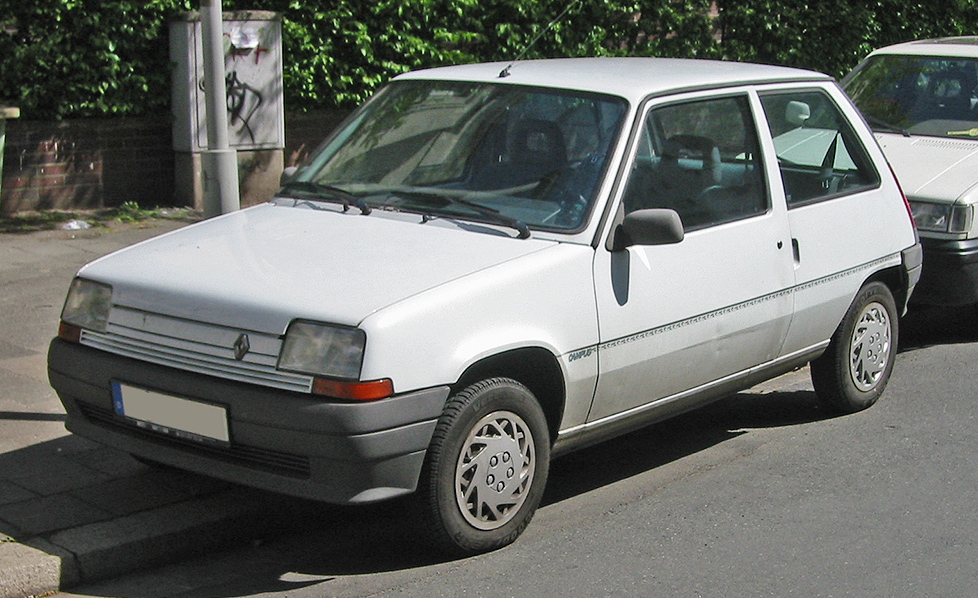
Renault 5 ІІ (1984–1996)
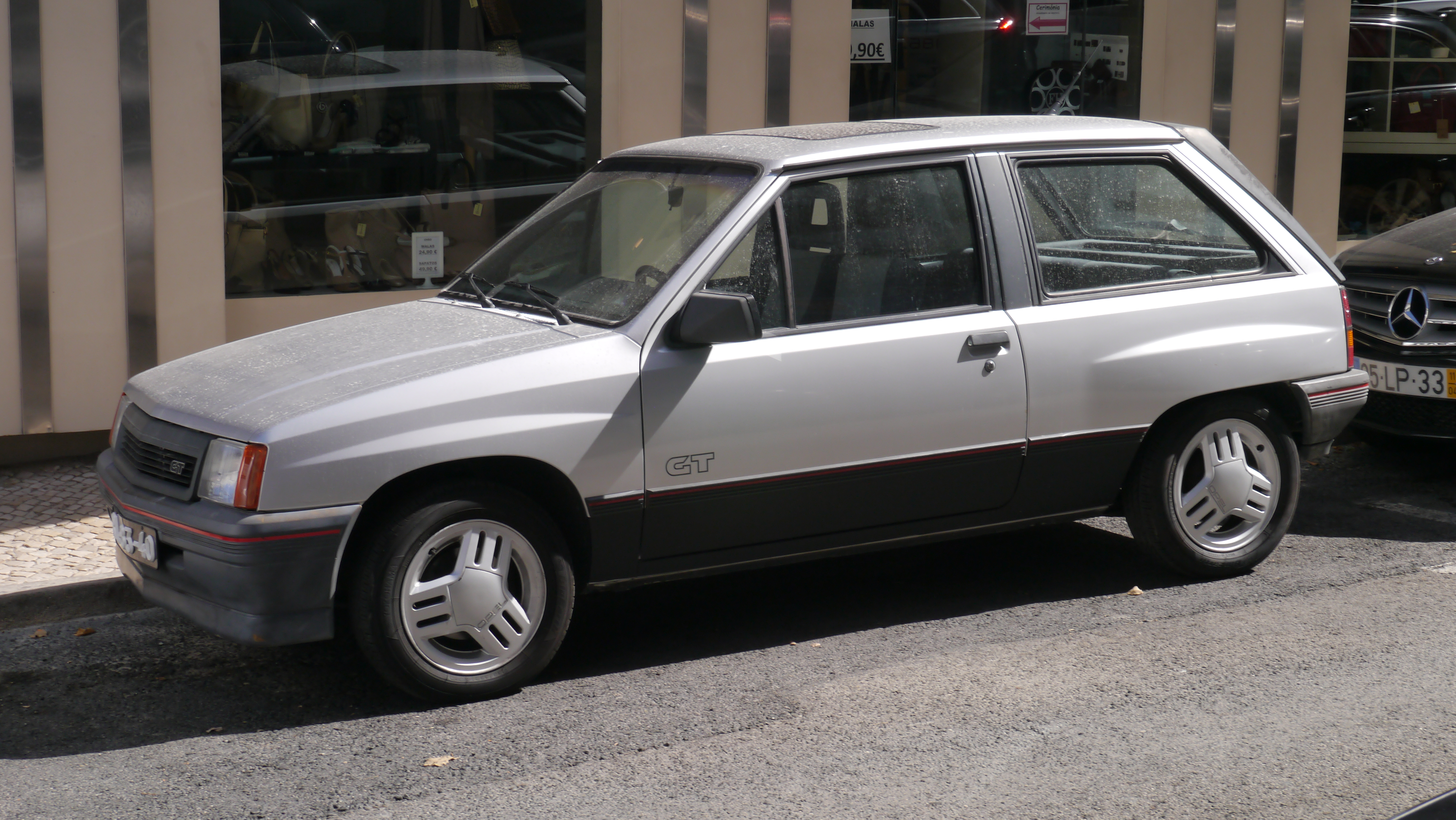
Opel Corsa A (1982–1993)
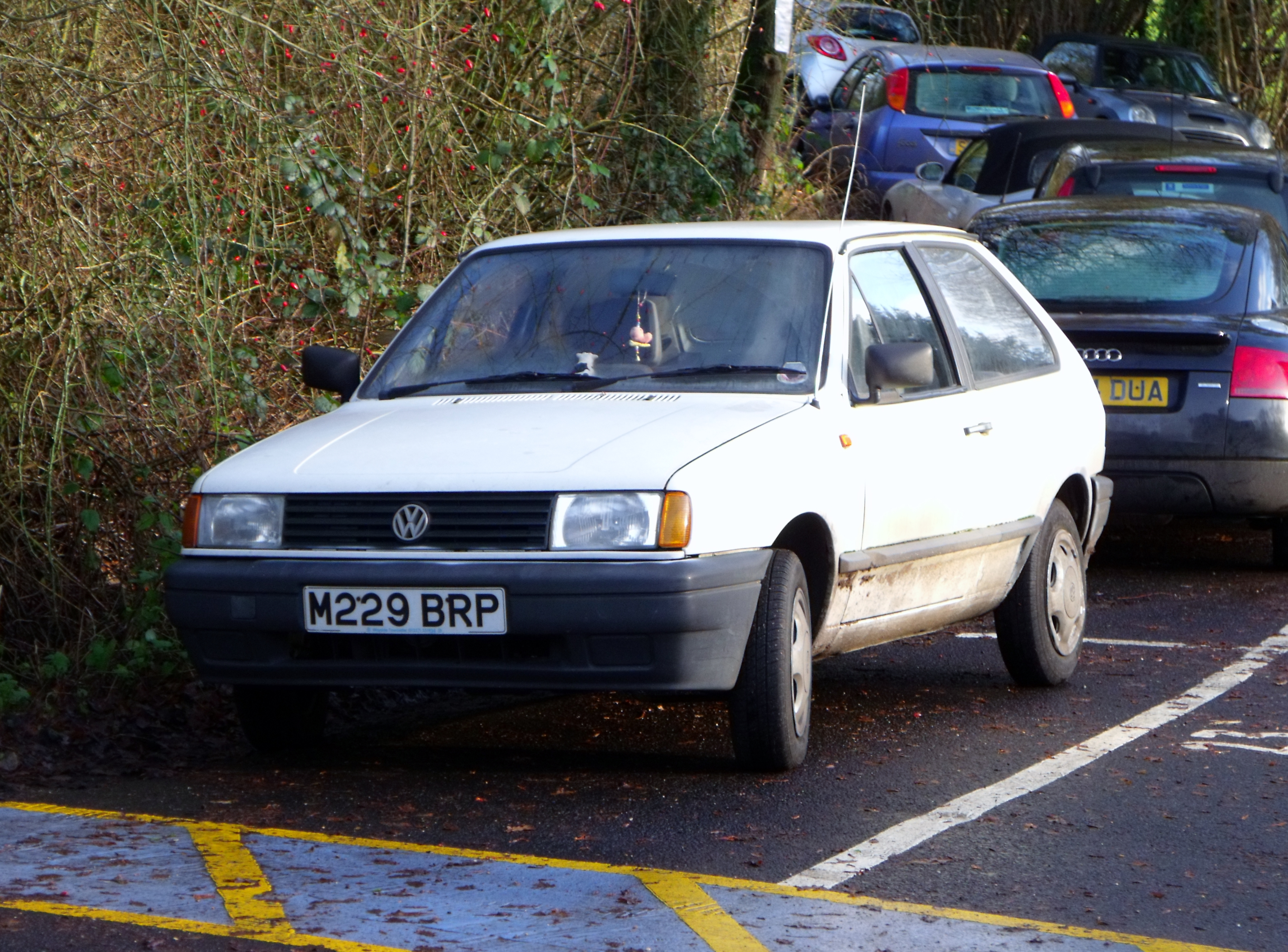
Volkswagen Polo Mk2 (1981–1994)
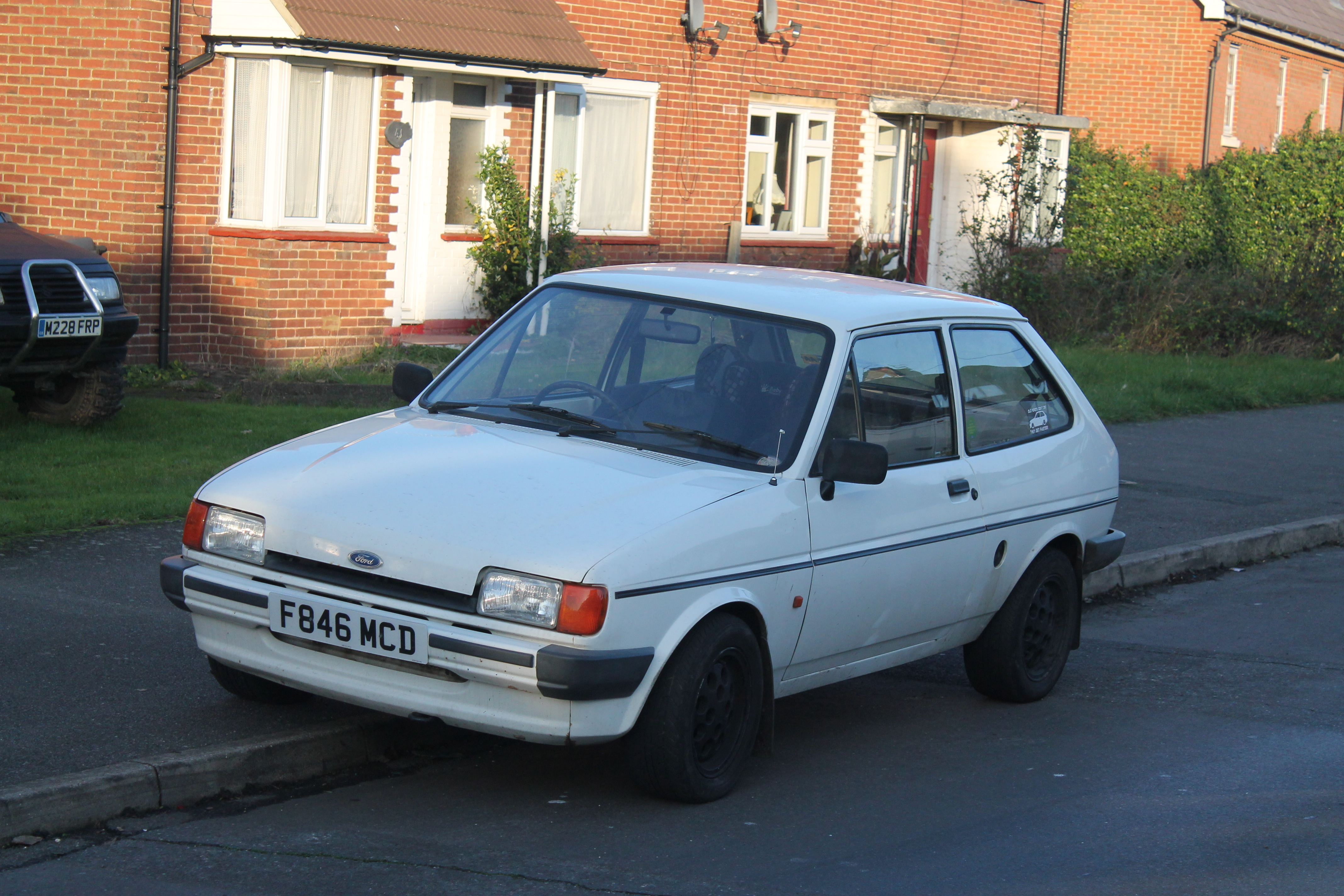
Ford Fiesta MkІІ (1983–1989)

## Сучасний стан

### 2000—2010-ті роки

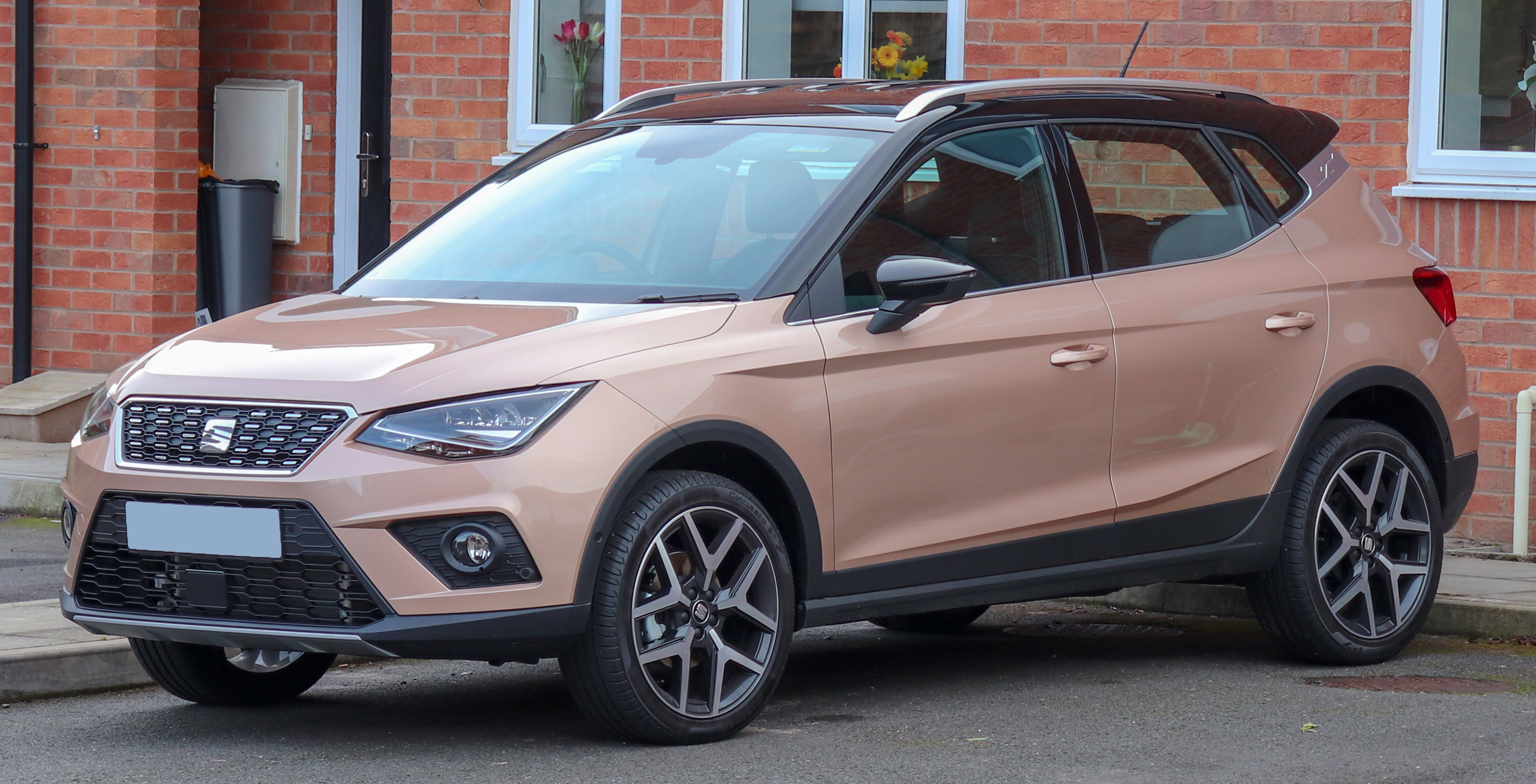
SEAT Arona (2017—наш час)

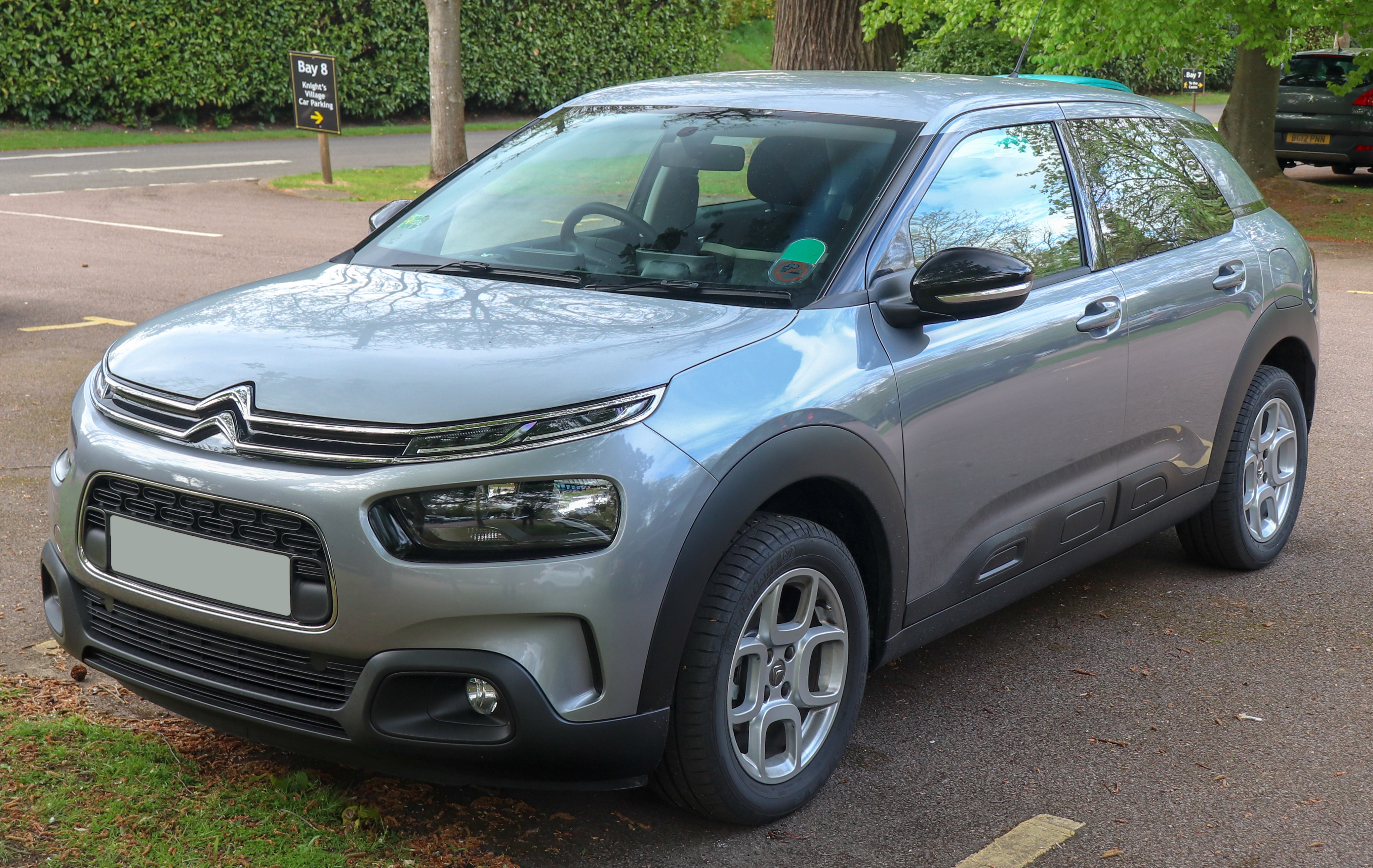
Citroën C4 Cactus (2014—наш час)

SEAT є єдиним активним іспанським брендом із масовим виробничим потенціалом і здатністю самостійно розробляти власні моделі.
Багато іноземних виробників легкових і вантажних автомобілів, таких як Volkswagen AG, Daimler AG, Ford Motor Company, Nissan Motor Company, Groupe Renault, Opel (Adam Opel GmbH), Groupe PSA (раніше відома як PSA Peugeot Citroën), Fiat Chrysler Automobiles-Iveco та інші, а також постачальники, які мають виробничі об'єкти і заводи в Іспанії, сьогодні розробляють та виробляють транспортні засоби і автомобільні компоненти, не тільки для потреб внутрішнього ринку, але й для експортних цілей.
Таким чином внесок до автомобільної промисловості в 2008 році, піднімає її на друге місце з 17,6 % від загального обсягу експорту країни.
У 2016 році автомобільна промисловість генерувала 8,7 % валового внутрішнього продукту (ВВП) Іспанії, в ній зайнято близько 9 % працівників в виробничій промисловості.
Станом на 2016 рік двома найбільшими за обсягом автомобільними заводами є SEAT у м. Мартурелі та PSA Peugeot Citroën у м. Віго.

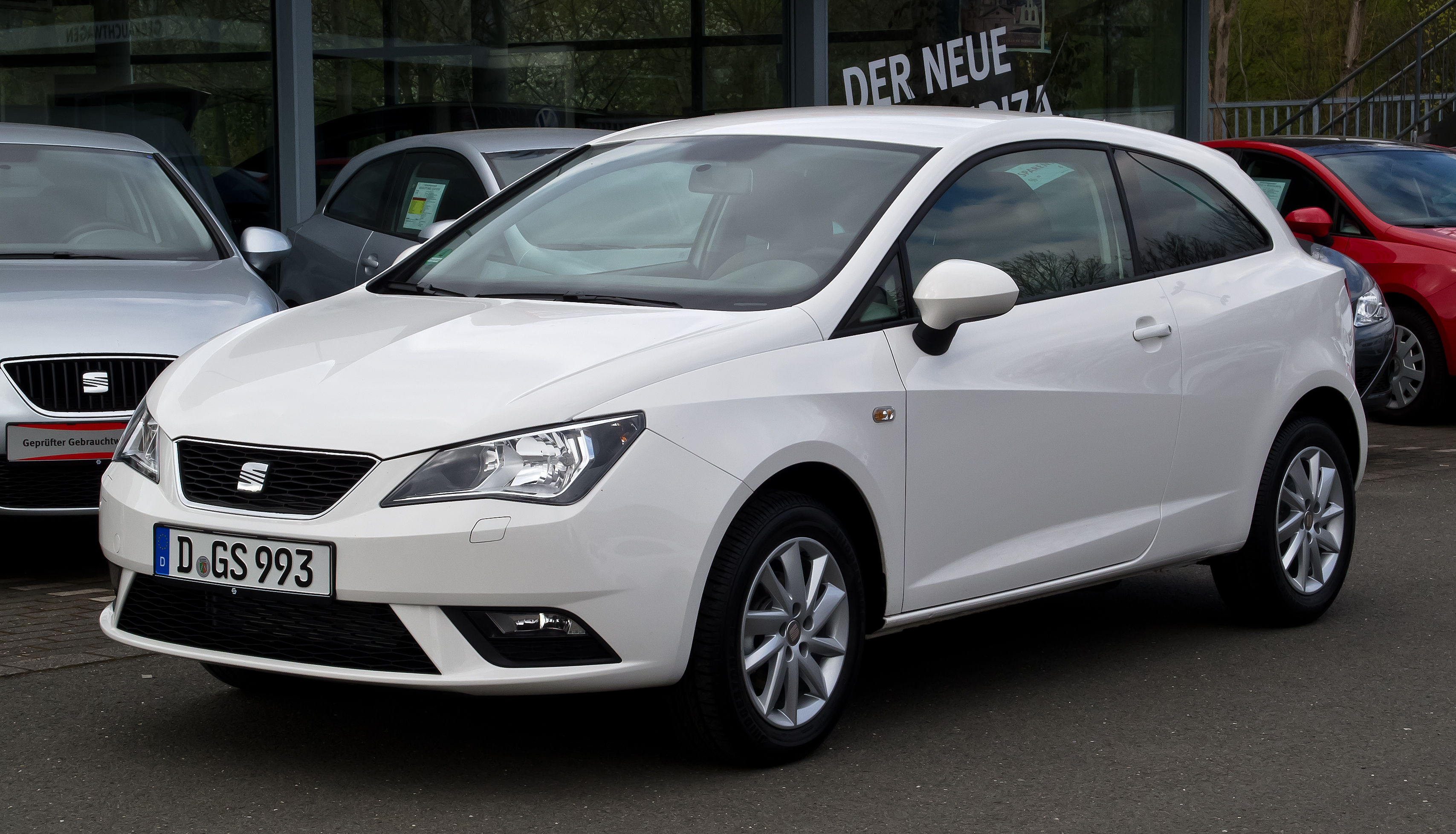
SEAT Ibiza IV (2008–2017)
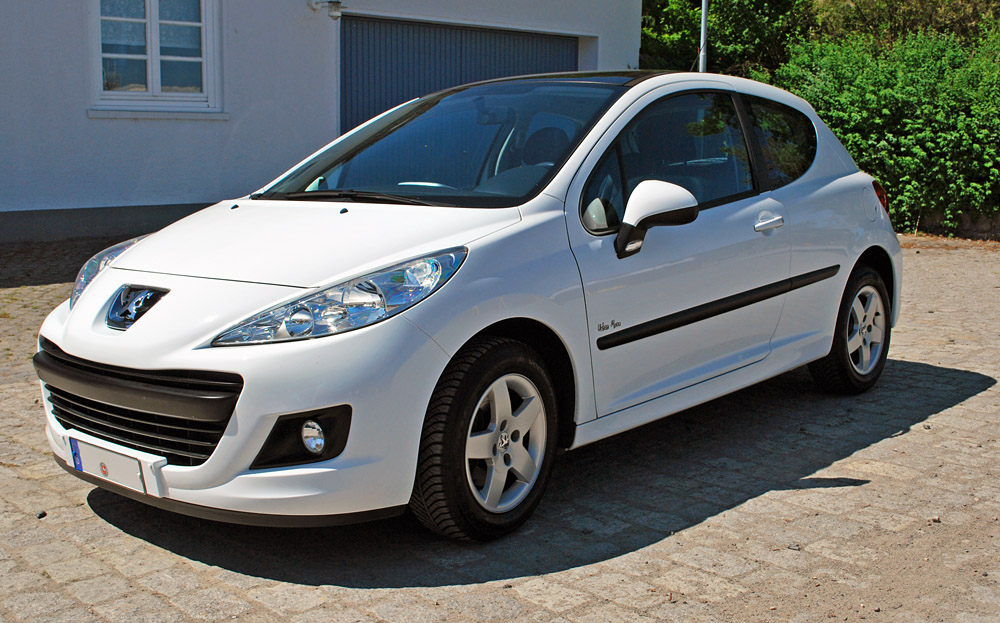
Peugeot 207 (2006–2014)
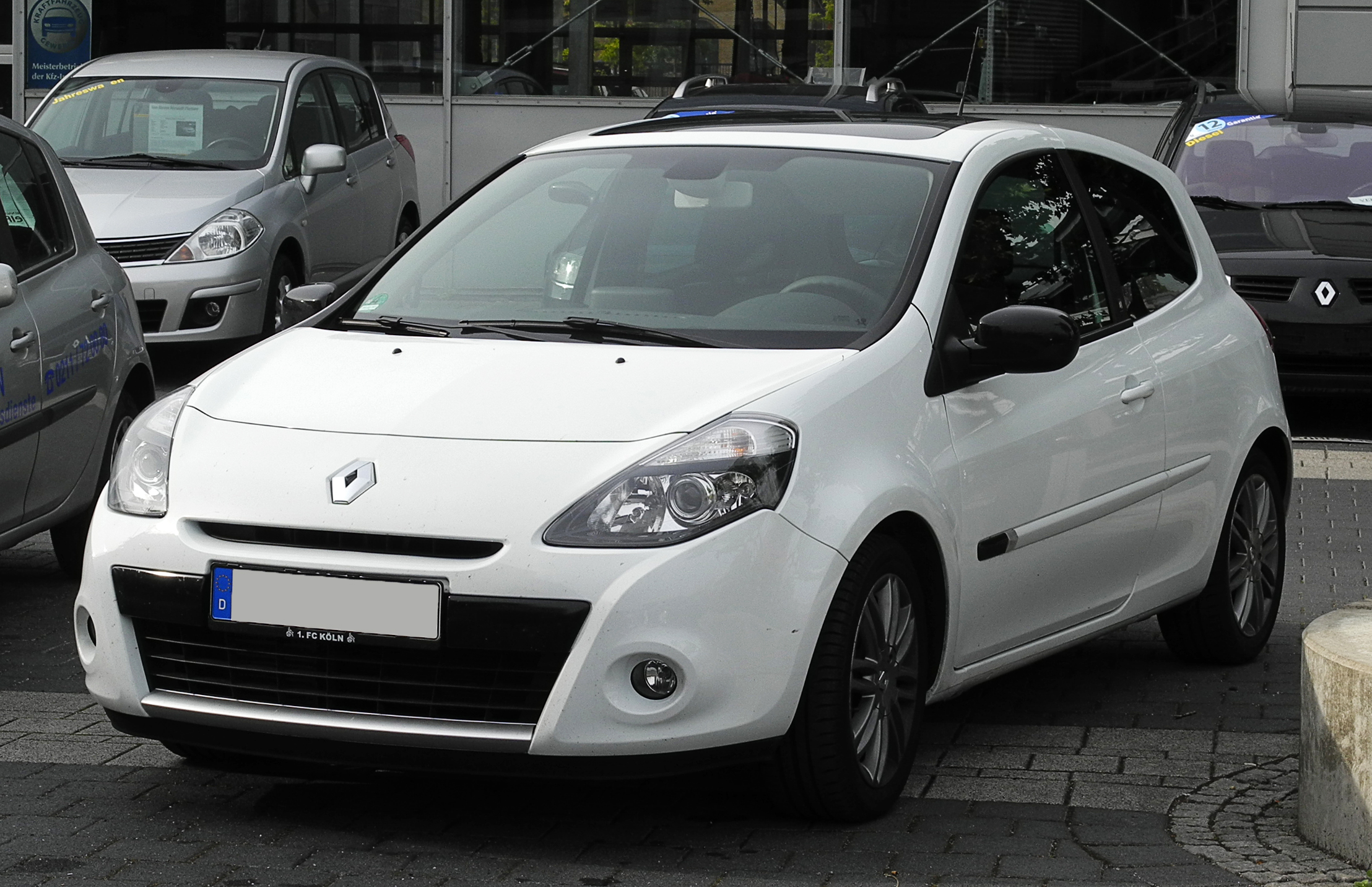
Renault Clio III (2005–2012)
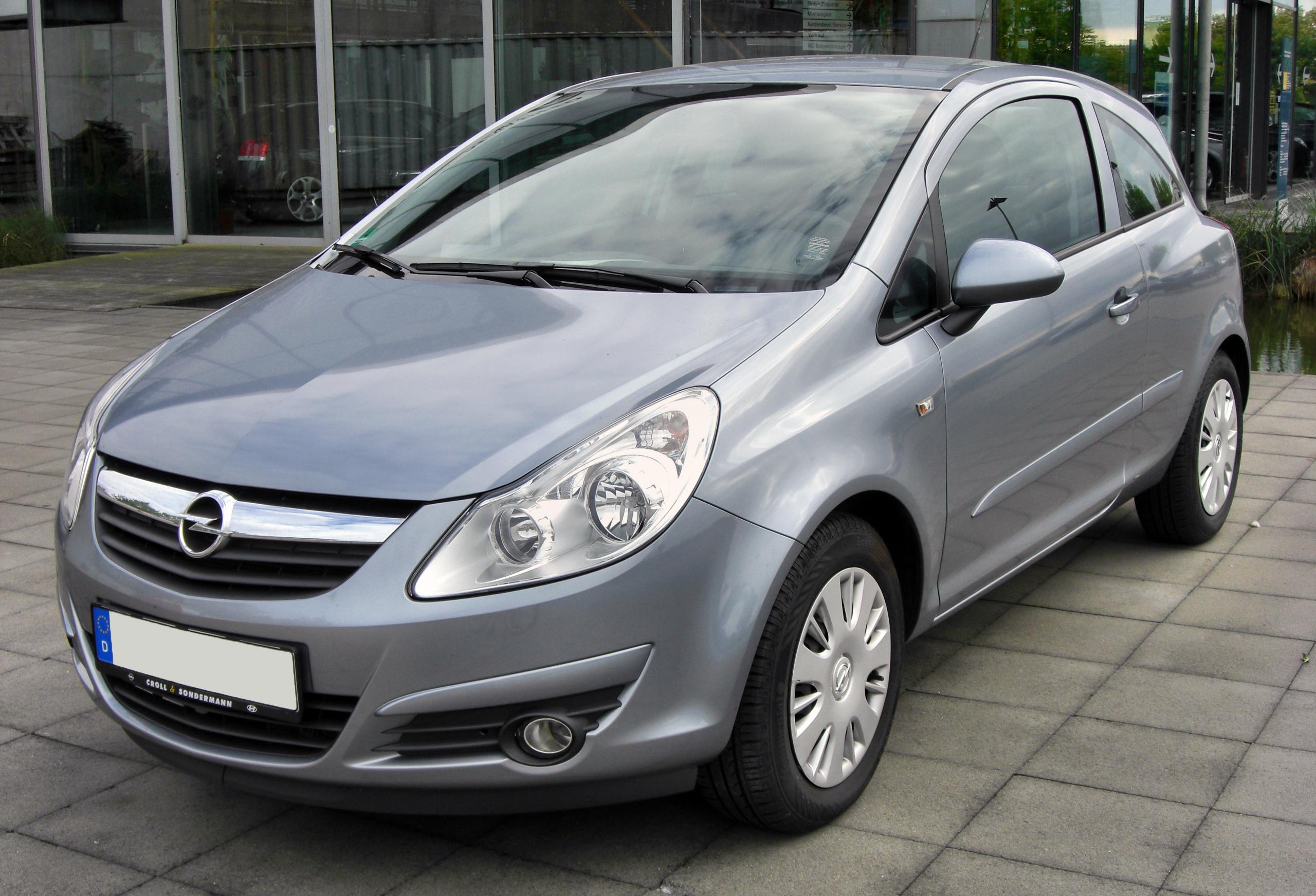
Opel Corsa D (2006–2014)
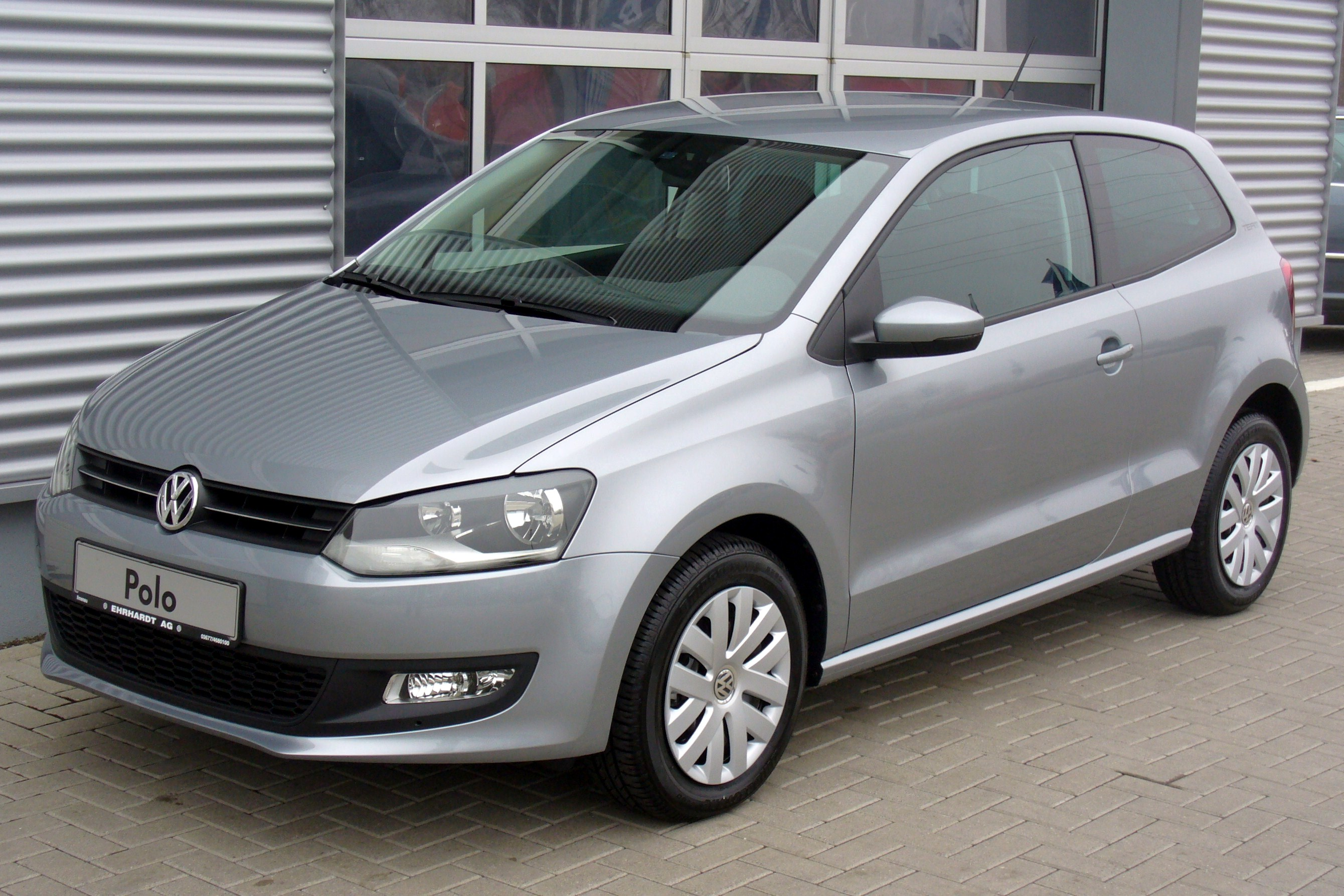
Volkswagen Polo Mk5 (2009–2017)
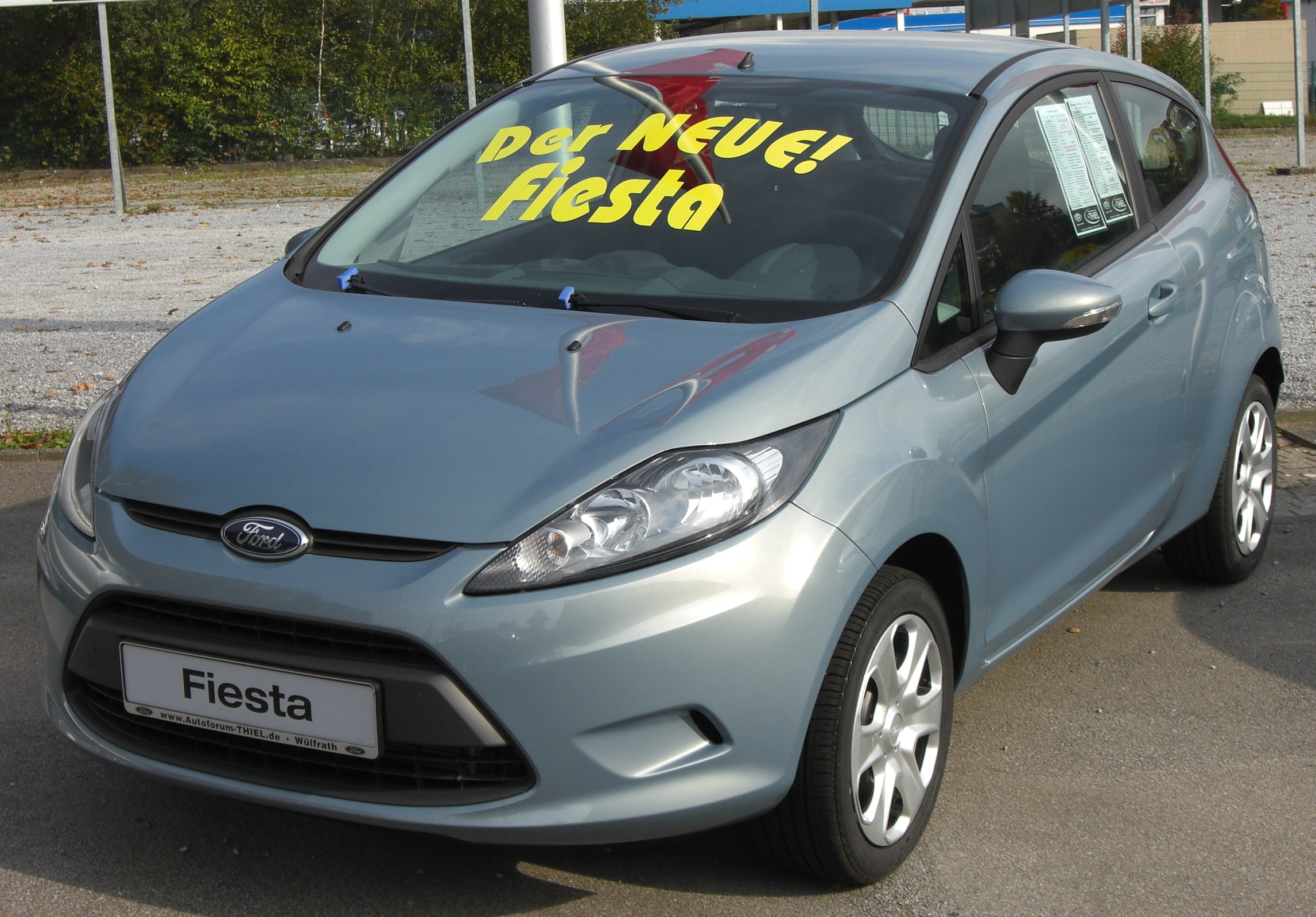
Ford Fiesta MkVI (2008–2019)

## Виробники

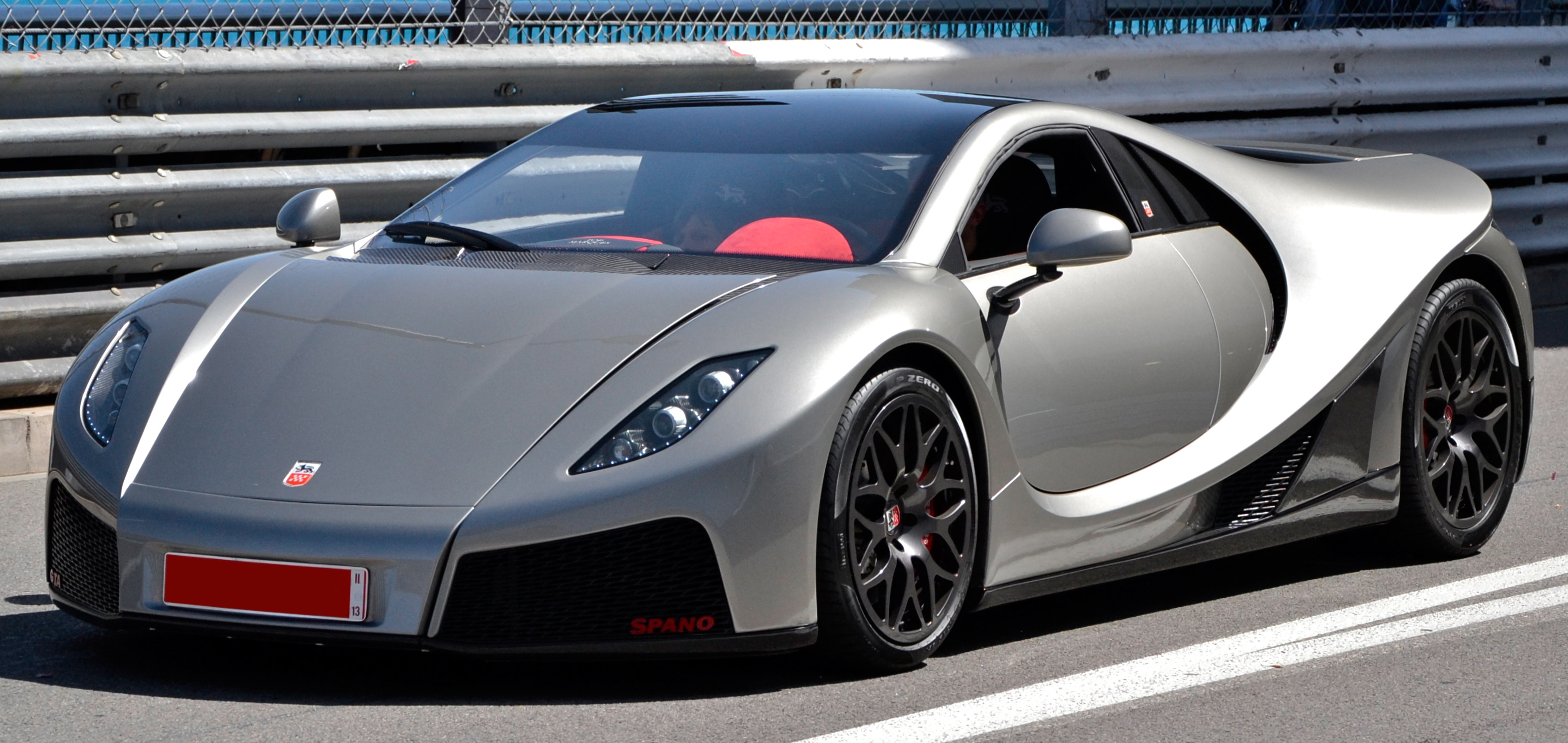
GTA Spano (2010–...)

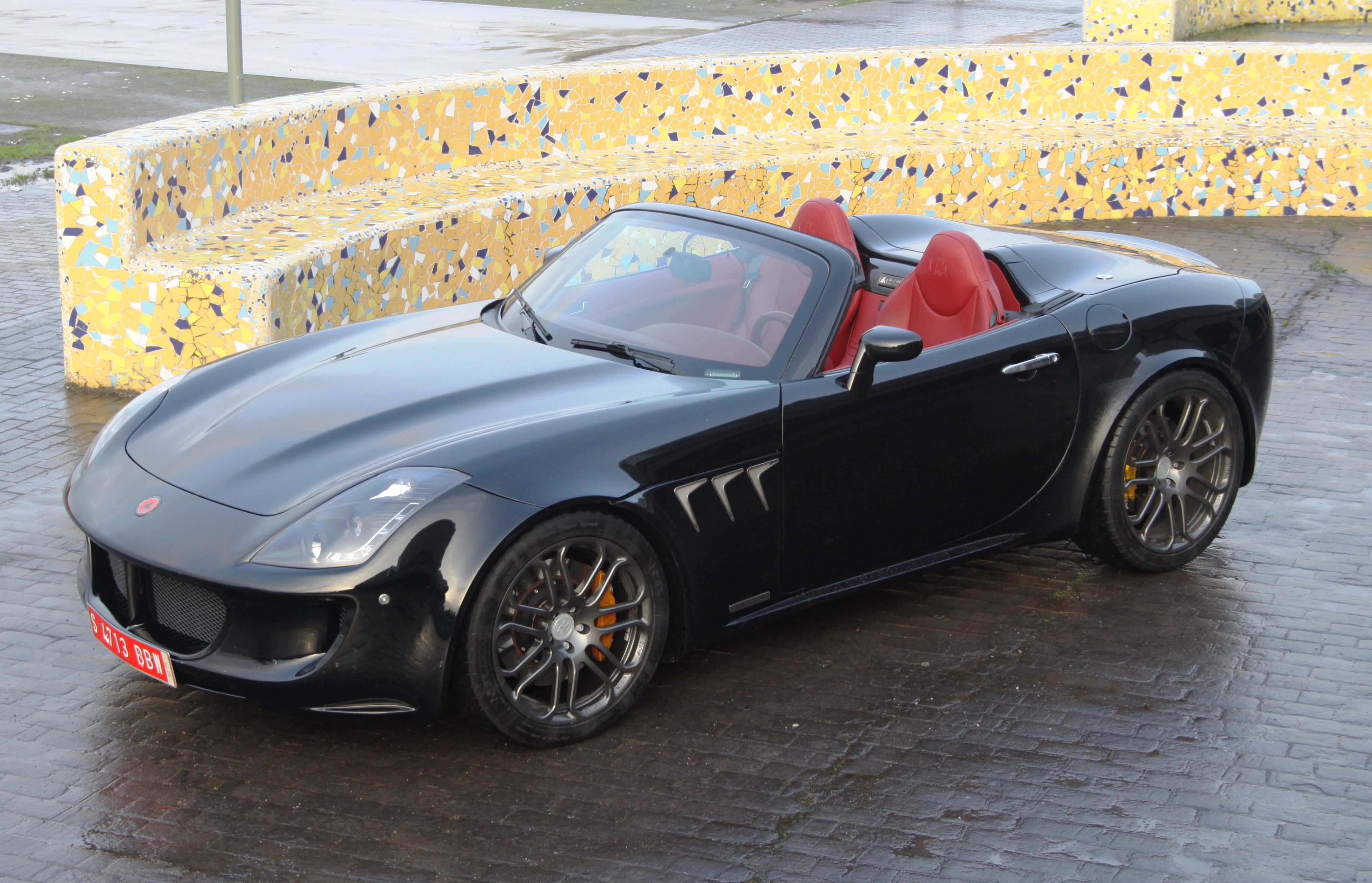
Tauro Sport Auto V8 Spider (2012–...)

### Іспанські Автовиробники
Іспанські Автовиробники:
- SEAT
- Comarth  [Архівовано 22 березня 2022 у Wayback Machine.]
- Hurtan
- IFR Aspid
- GTA Motor
- Tauro Sport Auto
- Tramontana

Іспанські Виробники Автобусів:
- Beulas
- Carrocerías Ayats
- Carrocera Castrosua
- Indcar
- Irizar
- Nogebus
- Sunsundegui
- UNVI

Неіснуючі Іспанські Автовиробники і Бренди:

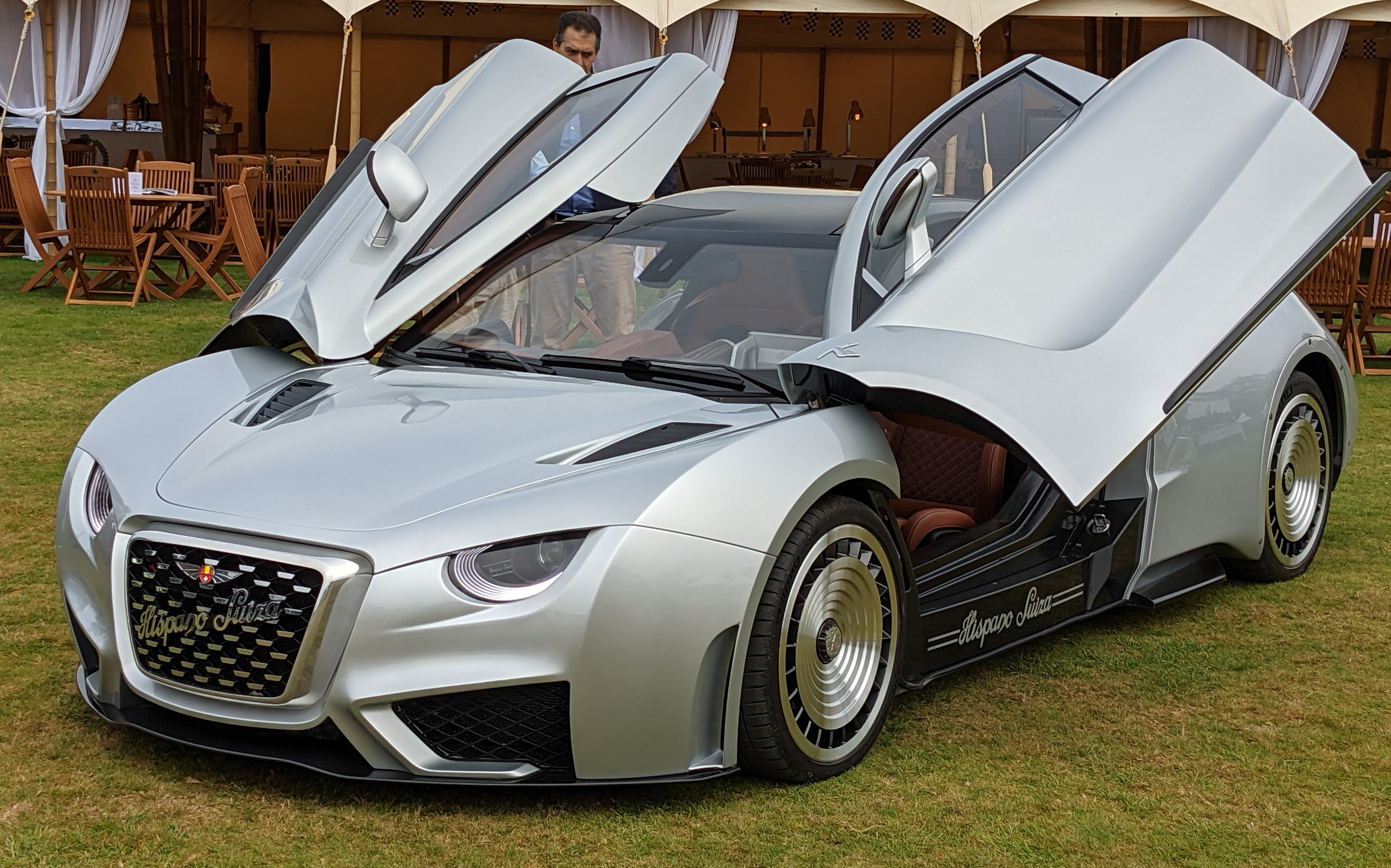
Hispano-Suiza Carmen (2019–...)

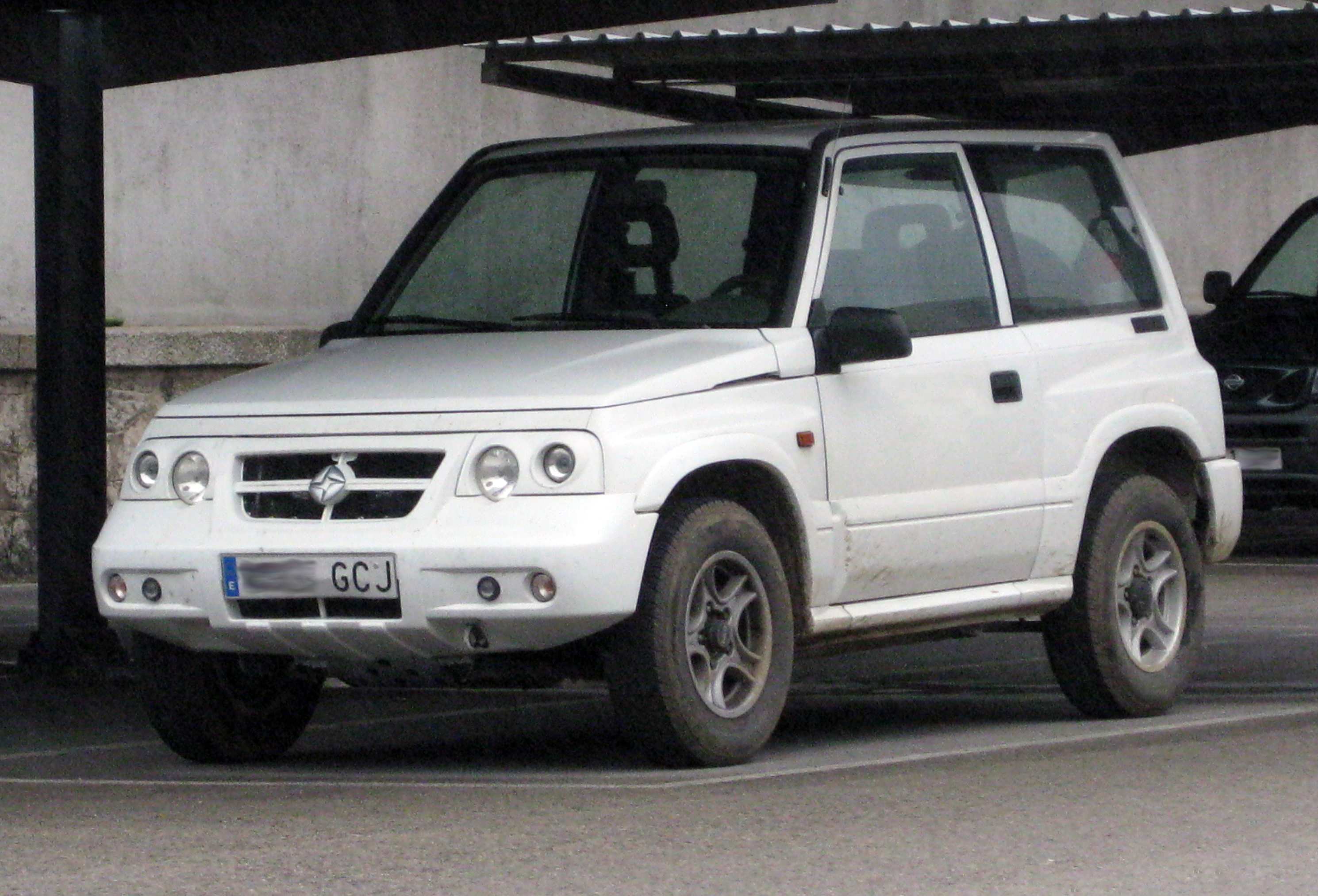
Santana 300/350 (1988–2006)

- Abadal (1912—1923; 1930)
- AFA (1943—1944)
- America (1917—1922)
- Anglada (1902—1905)
- Authi (1966—1976)
- Avia
- Barreiros (1951—1969)
- Biscuter (1953—1958)
- Ceyc (1923—1931)
- Clúa (1959—1960)
- Dagsa (1954—1955)
- David (1914—1922; 1951—1957)
- Diaz y Grilló (1914—1922)
- Ebro
- El Fénix (1901—1904)
- Elizalde (1914—1928)
- España (1917—1928)
- Eucort (1946—1953)
- Hispano Aleman (1970—1976)
- Hispano-Guadalajara (1918—1923)
- Hispano-Suiza (1904—1938)
- Hisparco (1924—1929)
- Ideal (1915—1922)
- Imperia-Abadal
- IPV
- Izaro (1922)
- Kapi (1950—1955)
- La Cuadra (1898—1902)
- Landa (1919—1931)
- M.A. Alvarez
- Matas/SRC (1917—1925)
- Mazel
- Munguía Industrial,S.A.
- Nacional G (1939—1940)
- Nacional Pescara (1929—1932)
- Nike (1917—1919)
- Orix (1952—1954)
- Otro Ford (1922—1924)
- Pegaso (1951—1957)
- P.T.V. (1956—1962)
- Ricart-Pérez (1922—1926)
- Santana
- Sava
- TH (1915—1922)
- TZ (1956-c.1969)
- Victoria (1919—1924)

### Іноземні

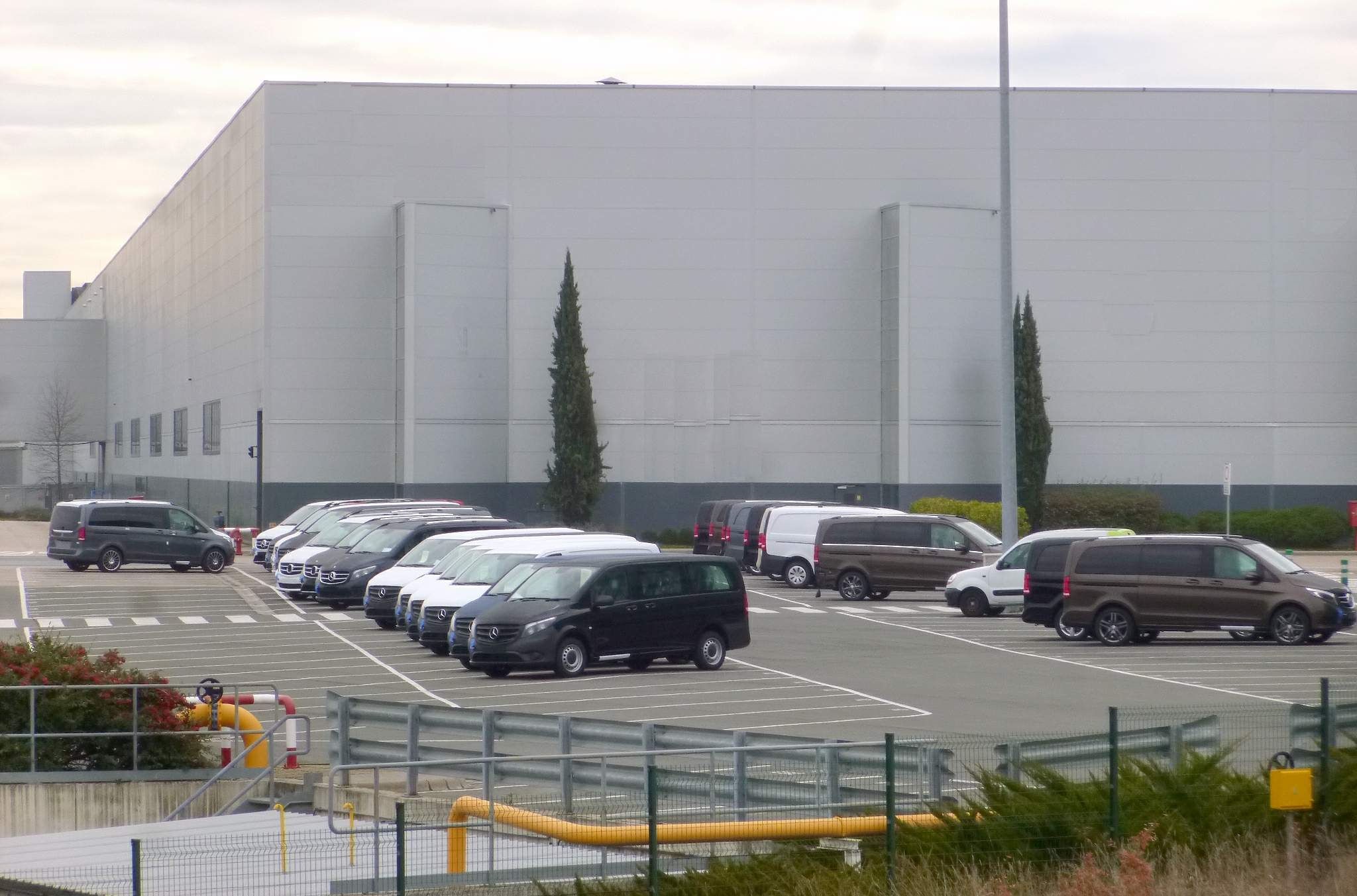
Автомобілі Mercedes-Benz біля заводу у місті Віторія

Іноземні автовиробники, які мають заводи в Іспанії:
- Daimler AG (Mercedes-Benz Vitoria)
- Ford (Ford Valencia)
- Fiat (Hispano-Fiat)
- Opel (Opel Zaragoza)
- Nissan (Nissan Motor Ibérica)
- PSA Peugeot Citroën (PSA Vigo)
- Renault (Renault Valladolid)

Іноземні автовиробники, які мали заводи в Іспанії:
- Ford (Ford Motor Ibérica)
- Renault (FASA-Renault)
- Tata (Tata Hispano)

## Обсяг виробництва за роками

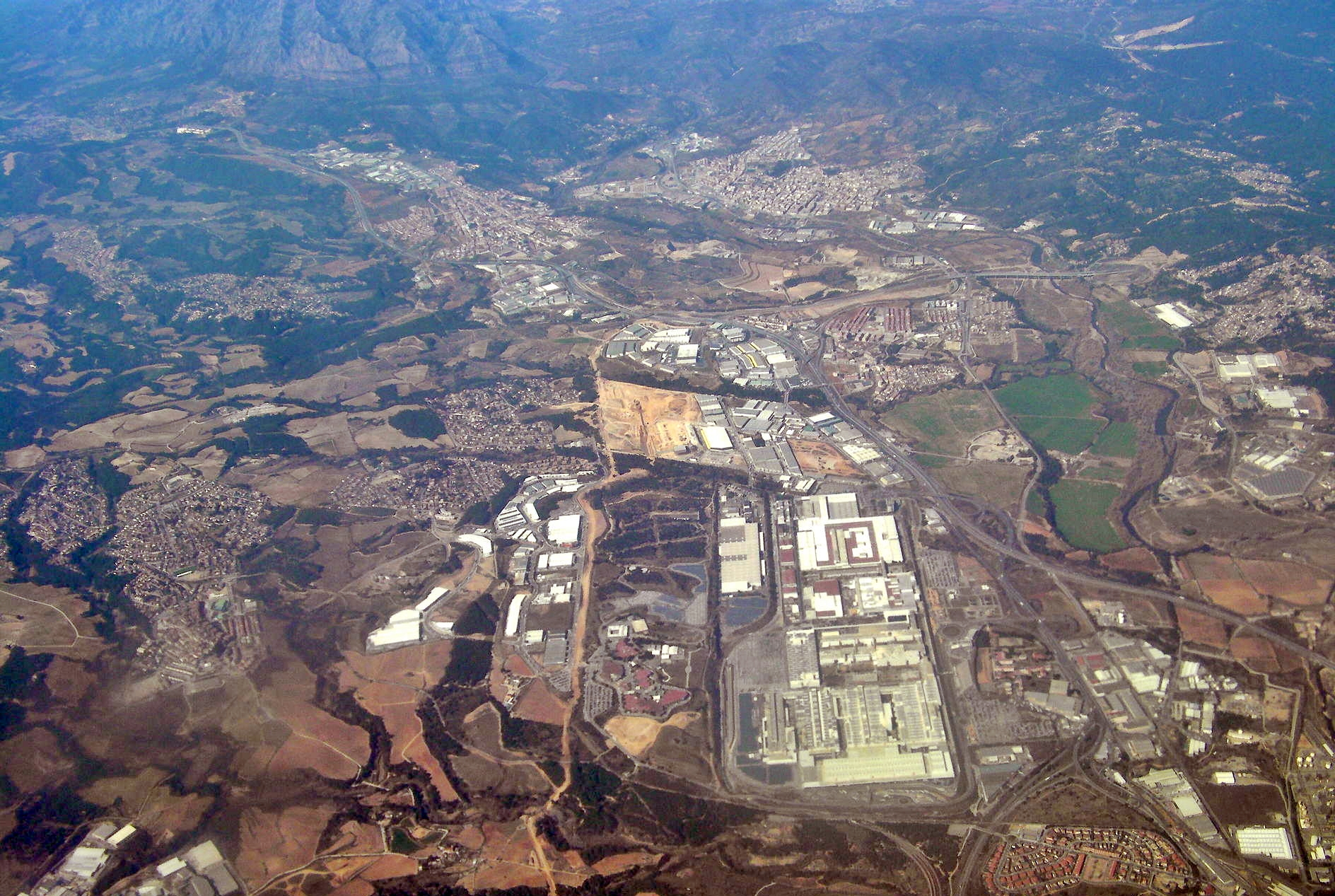
Головний офіс та завод SEAT у місті Марторель, березень 2012 року

| Рік  | Обсяг виробництва |
| ---- | ----------------- |
| 1950 | 0,253             |
| 1960 | 58,209            |
| 1970 | 539,132           |
| 1980 | 1,181,659         |
| 1990 | 2,053,350         |
| 1995 | 2,333,787         |
| 2000 | 3,032,874         |
| 2005 | 2,752,500         |
| 2010 | 2,387,900         |
| 2011 | 2,373,329         |
| 2012 | 1,979,179         |
| 2013 | 2,163,338         |
| 2014 | 2,402,978         |
| 2015 | 2,733,201         |
| 2016 | 2,885,922         |
| 2017 | 2,848,335         |
| 2018 | 2,819,565         |
| 2019 | 2,822,355         |
| 2020 | 2,268,185         |
| 2021 | 2,098,133         |
| 2022 | 2,219,462         |
| 2023 | 2,451,221         |